# Copa Libertadores da América de 1980
A Taça Libertadores da América de 1980 foi a 21.ª edição da competição sul-americana organizada pela CONMEBOL. Participaram vinte e um clubes de dez países: Argentina, Bolívia, Brasil, Chile, Colômbia, Equador, Paraguai, Peru, Uruguai e Venezuela. O torneio começou em 16 de fevereiro e encerrou-se em 6 de agosto de 1980. 
Pela primeira vez após 17 edições na Libertadores da América (1963-1979), nenhum clube argentino chegou à final.
O campeão foi o Nacional, do Uruguai, ao vencer o Internacional, do Brasil, por 1 a 0, no Estádio Centenário, em Montevidéu. É o segundo título do Nacional na competição.
Na final, Juan Martín Mujica conseguiu o mesmo que Humberto Maschio, em 1973 e Luís Cubilla, em 1979, a façanha de conquistar o título da Libertadores como jogadores e depois como técnicos. Uma feito para poucos.

## Regulamento[2]
Fase de grupos: 5 grupos de 4 clubes cada, disputa em 2 turnos dentro de cada grupo, classifica-se apenas 1 por grupo.
Fase semifinal: 2 grupos de 3 clubes cada (os 5 classificados da 1ª fase mais o Olimpia, campeão do ano anterior), disputa em dois turnos dentro de cada grupo, classifica-se apenas 1 por grupo.
Fase final: 2 clubes, disputa em "melhor de três", terceiro jogo em campo neutro, se necessário.

## Equipes classificadas
| País                            | Equipe                               | Classificação |
| ------------------------------- | ------------------------------------ | --- |
| Argentina 2 vagas               | River Plate Vélez Sarsfield          | Campeão do Campeonato Metropolitano de 1979 e Campeonato Nacional de 1979 Vice-campeão do Campeonato Metropolitano de 1979 e Campeonato Nacional de 1979                   |
| Bolivia 2 vagas                 | Oriente Petrolero The Strongest      | Campeão do Campeonato Boliviano de 1979 Vice-campeão do Campeonato Boliviano de 1979                                                                                       |
| Brasil 2 vagas                  | Internacional Vasco da Gama          | Campeão do Campeonato Brasileiro de 1979 Vice-campeão do Campeonato Brasileiro de 1979                                                                                     |
| Chile 2 vagas                   | Colo-Colo O'Higgins                  | Campeão do Campeonato Chileno de 1979 Vencedor da Mini-Liga Pré-Libertadores da América de 1979                                                                            |
| Colômbia 2 vagas                | América de Cali Santa Fe             | Campeão do Campeonato Colombiano de 1979 Vice-campeão do Campeonato Colombiano de 1979                                                                                     |
| Equador 2 vagas                 | Emelec Universidad Católica          | Campeão do Campeonato Equatoriano de 1979 Vice-campeão do Campeonato Equatoriano de 1979                                                                                   |
| Paraguai 2 vagas+ atual campeão | Olimpia Sol de América Cerro Porteño | Campeão da Copa Libertadores da América de 1979 e do Campeonato Paraguaio de 1979 Vice-campeão do Campeonato Paraguaio de 1979 3º colocado do Campeonato Paraguaio de 1979 |
| Peru 2 vagas                    | Sporting Cristal Atlético Chalaco    | Campeão do Campeonato Descentralizado de 1979 Vice-campeão do Campeonato Descentralizado de 1979                                                                           |
| Uruguai 2 vagas                 | Defensor Sporting Nacional           | Campeão da Liguilla Pré-Libertadores da América de 1979 Vice-campeão da Liguilla Pré-Libertadores da América de 1979                                                       |
| Venezuela 2 vagas               | Deportivo Táchira Deportivo Galicia  | Campeão do Campeonato da Primeira Divisão Venezuelana de 1979 Vice-campeão do Campeonato da Primeira Divisão Venezuelana de 1979                                           |

## Fase de grupos

### Grupo 1
| Time             | Pts | J | V | E | D | GP | GC | SG  |
| ---------------- | --- | - | - | - | - | -- | -- | --- |
| Vélez Sársfield  | 10  | 6 | 4 | 2 | 0 | 10 | 2  | 8   |
| River Plate      | 10  | 6 | 4 | 2 | 0 | 10 | 3  | 7   |
| Sporting Cristal | 3   | 6 | 1 | 1 | 4 | 5  | 8  | -3  |
| Atlético Chalaco | 1   | 6 | 0 | 1 | 5 | 2  | 14 | -12 |

### Grupo 2
| Time              | Pts | J | V | E | D | GP | GC | SG |
| ----------------- | --- | - | - | - | - | -- | -- | -- |
| Nacional          | 10  | 6 | 5 | 0 | 1 | 14 | 4  | 10 |
| The Strongest     | 7   | 6 | 3 | 1 | 2 | 9  | 6  | 3  |
| Defensor Sporting | 4   | 6 | 1 | 2 | 3 | 3  | 8  | -5 |
| Oriente Petrolero | 3   | 6 | 1 | 1 | 4 | 5  | 13 | -8 |

### Grupo 3
| Time              | Pts | J | V | E | D | GP | GC | SG |
| ----------------- | --- | - | - | - | - | -- | -- | -- |
| Internacional     | 9   | 6 | 4 | 1 | 1 | 10 | 3  | 7  |
| Vasco da Gama     | 8   | 6 | 3 | 2 | 1 | 7  | 2  | 5  |
| Deportivo Galicia | 7   | 6 | 3 | 1 | 2 | 4  | 7  | -3 |
| Deportivo Táchira | 0   | 6 | 0 | 0 | 6 | 0  | 9  | -9 |

### Grupo 4
| Time                 | Pts | J | V | E | D | GP | GC | SG |
| -------------------- | --- | - | - | - | - | -- | -- | -- |
| América de Cali      | 9   | 6 | 4 | 1 | 1 | 11 | 7  | 4  |
| Universidad Católica | 6   | 6 | 3 | 0 | 3 | 10 | 5  | 5  |
| Santa Fe             | 5   | 6 | 2 | 1 | 3 | 5  | 5  | 0  |
| Emelec               | 4   | 6 | 2 | 0 | 4 | 5  | 14 | -9 |

### Grupo 5
| Time           | Pts | J | V | E | D | GP | GC | SG |
| -------------- | --- | - | - | - | - | -- | -- | -- |
| O'Higgins      | 6   | 6 | 2 | 2 | 2 | 8  | 6  | 2  |
| Cerro Porteño  | 6   | 6 | 2 | 2 | 2 | 8  | 7  | 1  |
| Colo-Colo      | 6   | 6 | 2 | 2 | 2 | 11 | 11 | 0  |
| Sol de América | 6   | 6 | 2 | 2 | 2 | 6  | 9  | -3 |

## Semifinal

### Grupo 6
| Time            | Pts | J | V | E | D | GP | GC | SG |
| --------------- | --- | - | - | - | - | -- | -- | -- |
| Internacional   | 6   | 4 | 2 | 2 | 0 | 4  | 1  | 3  |
| América de Cali | 4   | 4 | 0 | 4 | 0 | 0  | 0  | 0  |
| Vélez Sársfield | 2   | 4 | 0 | 2 | 2 | 1  | 4  | -3 |

|                 | AMC | INT | VEL |
| --------------- | --- | --- | --- |
| América de Cali | –   | 0-0 | 0-0 |
| Internacional   | 0-0 | –   | 3-1 |
| Vélez Sarsfield | 0-0 | 0-1 | –   |

### Grupo 7
| Time      | Pts | J | V | E | D | GP | GC | SG |
| --------- | --- | - | - | - | - | -- | -- | -- |
| Nacional  | 7   | 4 | 3 | 1 | 0 | 5  | 1  | 4  |
| Olímpia   | 5   | 4 | 2 | 1 | 1 | 4  | 2  | 2  |
| O'Higgins | 0   | 4 | 0 | 0 | 4 | 0  | 6  | -6 |

|           | NAC | OLI | OHI |
| --------- | --- | --- | --- |
| Nacional  | –   | 2-0 | 1-1 |
| Olímpia   | 0-1 | –   | 2-0 |
| O'Higgins | 0-1 | 0-1 | –   |

## Final
| Time          | Pts | J | V | E | D | GP | GC | SG |
| ------------- | --- | - | - | - | - | -- | -- | -- |
| Nacional      | 3   | 2 | 1 | 1 | 0 | 1  | 0  | +1 |
| Internacional | 1   | 2 | 0 | 1 | 1 | 0  | 1  | -1 |

Jogo de ida
| 30 de julho de 1980 | Internacional | 0 – 0  | Nacional | Beira-Rio, Porto Alegre                                         |
|                     |               | Report |          | Público: 60,501 (55.623 pagantes) Árbitro: Jorge Eduardo Romero |

Internacional: Gasperin; Toninho, Mauro Pastor, Mauro Galvão e André Luiz; Falcão, Batista e Tonho; Jair, Chico Spina (Adavílson) e Mário Sérgio. Técnico: Ênio Andrade
Nacional: Rodolfo Rodríguez; Blanco, De León, Moreira e Esparrago; Washington González, Bica e De La Peña; Victorino, Luzardo e Dardo Pérez. Técnico: Juan Mujica
Árbitros Assistentes:

 Héctor Ortiz e  Carlos Martins
Jogo de volta
| 6 de agosto de 1980 | Nacional               | 1 – 0  | Internacional | Centenario, Montevidéu                                 |
|                     | Waldemar Victorino 35' | Report |               | Público: 65,000 (59.895 pagantes) Árbitro: Edson Perez |

Nacional: Rodolfo Rodríguez; Blanco, De León, Moreira e Esparrago; Waldemar Victorino, Bica e De La Peña; Victorino, Luzardo e Morales. Técnico: Juan Mujica
Internacional: Gasperin; Toninho, Mauro Pastor, Mauro Galvão e Cláudio Mineiro; Falcão e Batista e Chico Spina; Jair (Beretta), Adílson e Mário Sérgio. Técnico: Ênio Andrade
Árbitros Assistentes:

 Juan Silvagno e  Arturo Ithurralde

## Campeão
| Taça Libertadores de 1980    |
| ---------------------------- |
| NACIONAL Campeão (2º título) |

## Classificação Geral
| Pos | Times                | P  | J  | V | E | D | GP | GC | SG  | Resultado     |
| --- | -------------------- | -- | -- | - | - | - | -- | -- | --- | ------------- |
| 1   | Nacional             | 20 | 12 | 9 | 2 | 1 | 20 | 5  | +15 | Campeão       |
| 2   | Internacional        | 16 | 12 | 6 | 4 | 2 | 14 | 5  | +9  | Vice campeão  |
| 3   | América de Cali      | 13 | 10 | 4 | 5 | 1 | 11 | 7  | 4   | Semifinal     |
| 4   | Vélez Sársfield      | 12 | 10 | 4 | 4 | 2 | 11 | 6  | +5  | Semifinal     |
| 5   | O'Higgins            | 6  | 10 | 2 | 2 | 2 | 8  | 12 | -4  | Semifinal     |
| 6   | Olímpia              | 5  | 4  | 2 | 1 | 1 | 4  | 2  | 2   | Semifinal     |
| 7   | River Plate          | 10 | 6  | 4 | 2 | 0 | 10 | 3  | 7   | Primeira Fase |
| 8   | Vasco da Gama        | 8  | 6  | 3 | 2 | 1 | 7  | 2  | 5   | Primeira Fase |
| 9   | The Strongest        | 7  | 6  | 3 | 1 | 2 | 9  | 6  | 3   | Primeira Fase |
| 10  | Deportivo Galicia    | 7  | 6  | 3 | 1 | 2 | 4  | 7  | -3  | Primeira Fase |
| 11  | Universidad Católica | 6  | 6  | 3 | 0 | 3 | 10 | 5  | 5   | Primeira Fase |
| 12  | Cerro Porteño        | 6  | 6  | 2 | 2 | 2 | 8  | 7  | 1   | Primeira Fase |
| 13  | Colo-Colo            | 6  | 6  | 2 | 2 | 2 | 11 | 11 | 0   | Primeira Fase |
| 14  | Sol de América       | 6  | 6  | 2 | 2 | 2 | 6  | 9  | -3  | Primeira Fase |
| 15  | Santa Fe             | 5  | 6  | 2 | 1 | 3 | 5  | 5  | 0   | Primeira Fase |
| 16  | Defensor Sporting    | 4  | 6  | 1 | 2 | 3 | 3  | 8  | -5  | Primeira Fase |
| 17  | Emelec               | 4  | 6  | 2 | 0 | 4 | 5  | 14 | -9  | Primeira Fase |
| 18  | Sporting Cristal     | 3  | 6  | 1 | 1 | 4 | 5  | 8  | -3  | Primeira Fase |
| 19  | Oriente Petrolero    | 3  | 6  | 1 | 1 | 4 | 5  | 13 | -8  | Primeira Fase |
| 20  | Atlético Chalaco     | 1  | 6  | 0 | 1 | 5 | 2  | 14 | -12 | Primeira Fase |
| 21  | Deportivo Táchira    | 0  | 6  | 0 | 0 | 6 | 0  | 9  | -9  | Primeira Fase |